# Hellmuth von Mücke
Hellmuth von Mücke (né le 25 juin 1881 à Zwickau et décédé le 30 juillet 1957 à Ahrensburg) est un officier de la marine impériale et devient connu comme le chef d'un petit groupe de marins allemands, qui, au cours de la Première Guerre mondiale se sont échoués dans l'océan Indien. À l'époque de la République de Weimar, il travaille comme homme politique et écrivain. Après être mis à l'écart pour ses activités journalistiques à l'époque nazie, il s'oppose avec véhémence au réarmement dans la jeune République fédérale. 

## Biographie

### Entraînement et Première Guerre mondiale
Mücke, qui vient de la petite noblesse, entre le 7 avril 1900 comme aspirant dans la marine impériale. Au début de la Première Guerre mondiale, il est capitaine de vaisseau à partir du 20 avril 1910 et premier officier à bord du petit croiseur SMS Emden de l'escadron d'Extrême-Orient.  Le Emden stationne avec le reste de l'escadre à Tsingtau. Le commandant Maximilian von Spee comprend que la base allemande de Tsingtau sera indéfendable et décide donc de partir vers l'Amérique du Sud pour se rendre en Allemagne. L'Emden couvre ce retrait en perturbant l'approvisionnement britannique par de la guerre de course et en attirant des unités de combat britanniques. 
Le 9 novembre 1914, une réunion est prévue avec le navire ravitailleur Buresk, qui doit avoir lieu à Direction Island (en) (Îles Cocos). Une station de radio sur l'île devra être éteinte. À cette fin  Mücke débarque avec un contingent de 50 hommes, qui sont armés de fusils, de pistolets et de quatre mitrailleuses.  L'opération se déroule sans incident, mais la station peut toujours émettre un appel d'urgence. Ce dernier est capté par un convoi de transport de troupes australien, qui envoie ensuite le croiseur léger HMAS Sydney en reconnaissance. L'Emden repère bien le Sydney, mais l’équipage suppose tout d’abord que c'est le Buresk.  Dans la bataille qui s'ensuit, le Sydney remporte la victoire avec son armement supérieur. La portée des canons de Sydney a permis d'écraser l'Emden. Von Mücke est bloqué sur l'île. Il est déterminé à ne pas laisser ses hommes en captivité et confisque donc la goélette à trois mâts Ayesha, qui se trouve devant l'île, pour revenir sur les lignes allemandes. 

### Commandement du contingent d'Emden
Après la saisie de l'Ayesha, l'équipage britannique de la station de radio lui fourni de la nourriture, l'équipe de Mücke réussit à réparer les joints d'étanchéité des vannes, de sorte que les pompes de cale puissent fonctionner correctement.  Il s'est d'abord dirigé vers Sumatra, mais après quelques jours, il semble que la tentative est vouée à l'échec. L'Ayesha est déjà désaffectée et démantelée à cause de son mauvais état. De plus, le navire a des fuites; les quatre réservoirs d'eau potable ne peuvent pas être nettoyés, de sorte que trois d'entre eux sont croupis et donc inutilisables. Malgré tout, l'équipe de Mücke atteint Padang le 13 ou 14 décembre 1914. Depuis que l'Indonésie qui appartient aux Pays-Bas en tant que possession coloniale, qui sont neutres pendant la guerre, Mücke réussit à organiser une rencontre avec le cargo allemand Choising via le consulat allemand. Le 14 décembre a mis l'équipe sur le cargo et a coulé l'Ayesha . 
Von Mücke apprend à Padang que l'Allemagne est alliée à l'Empire ottoman et tente donc de retourner en Allemagne via l'Arabie et la Turquie. Comme la mer Rouge est contrôlée par des navires de guerre alliés, ils se sont rendus à Al-Hodeïda (actuellement au Yémen) sans se faire repérer. 
L'objectif de Mücke est le chemin de fer du Hedjaz, qui est construit pour relier l’Arabie du nord au sud. En arrivant à Houdaidah, cependant, il apprend que l'achèvement de la dernière section est interrompu dans la tourmente des révoltes arabes dans l'Empire ottoman. Il décide donc de marcher par voie de terre jusqu'à Sanaa. Une fois sur place, cependant, il apprend qu'il a très peu de soutien de la part des gouverneurs turcs. Le gouverneur militaire turc souhaite l'aide des soldats allemands contre les Arabes insurgés et bloque la poursuite du voyage pendant deux mois. Après que Mücke refuse à plusieurs reprises malgré l'insistance du gouverneur turc, son équipe commence le retour à Houdaidah. 

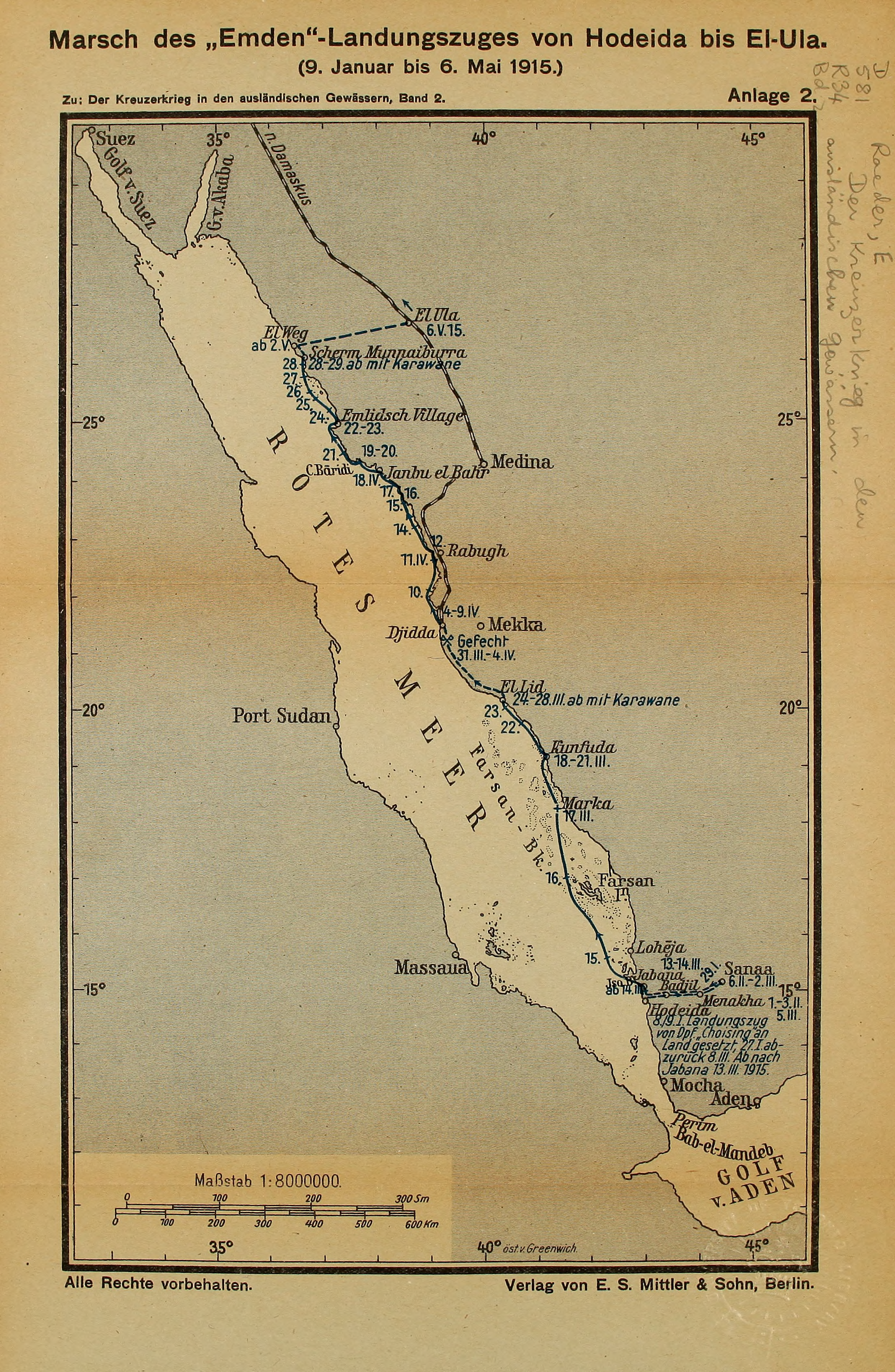
Marche de l'équipage de lEmden de Hodeida à El-Ula (9 janvier au 6 mai 1915)

Là-bas, Mücke rassemble deux boutres avec lesquels ils traversent la mer Rouge vers le nord. Pour éviter les affrontements avec les navires de guerre ennemis, les deux bateaux traversent des récifs de corail le long de la côte. Le plus grand et le plus lourd des deux boutres s'échoue sur un des récifs et coule. L'équipage est sauvé par le plus petit bateau, qui est maintenant occupé par 70 hommes et  atteint la région de Djeddah en mars 1915. Il rencontre un ancien général turc, qui craint pour ses biens face aux révoltes arabes et rejoint la marche des marins allemands. Des chameaux et des chauffeurs sont rassemblés et la caravane se dirige finalement vers La Mecque . 
Une attaque surprise bédouine est initialement évitée avec les mitrailleuses, mais trois de ses hommes sont morts sous le feu des Bédouins. Trois jours plus tard, l'eau est épuisée et les vivres sont presque finies. Deux négociateurs apparaissent avec un drapeau blanc dont Abdullah, le fils de l'émir de la Mecque, offre sa protection. Mücke répond à cette offre, mais a de plus en plus le sentiment que les Allemands sont plus susceptibles d'être considérés comme des prisonniers que des invités. Par conséquent, il fait des préparatifs d'évasion.  Lorsque le fils de l'émir part brièvement à La Mecque, l'équipe de l'Emden monte dans un boutre et navigue vers le nord le long de la côte. 

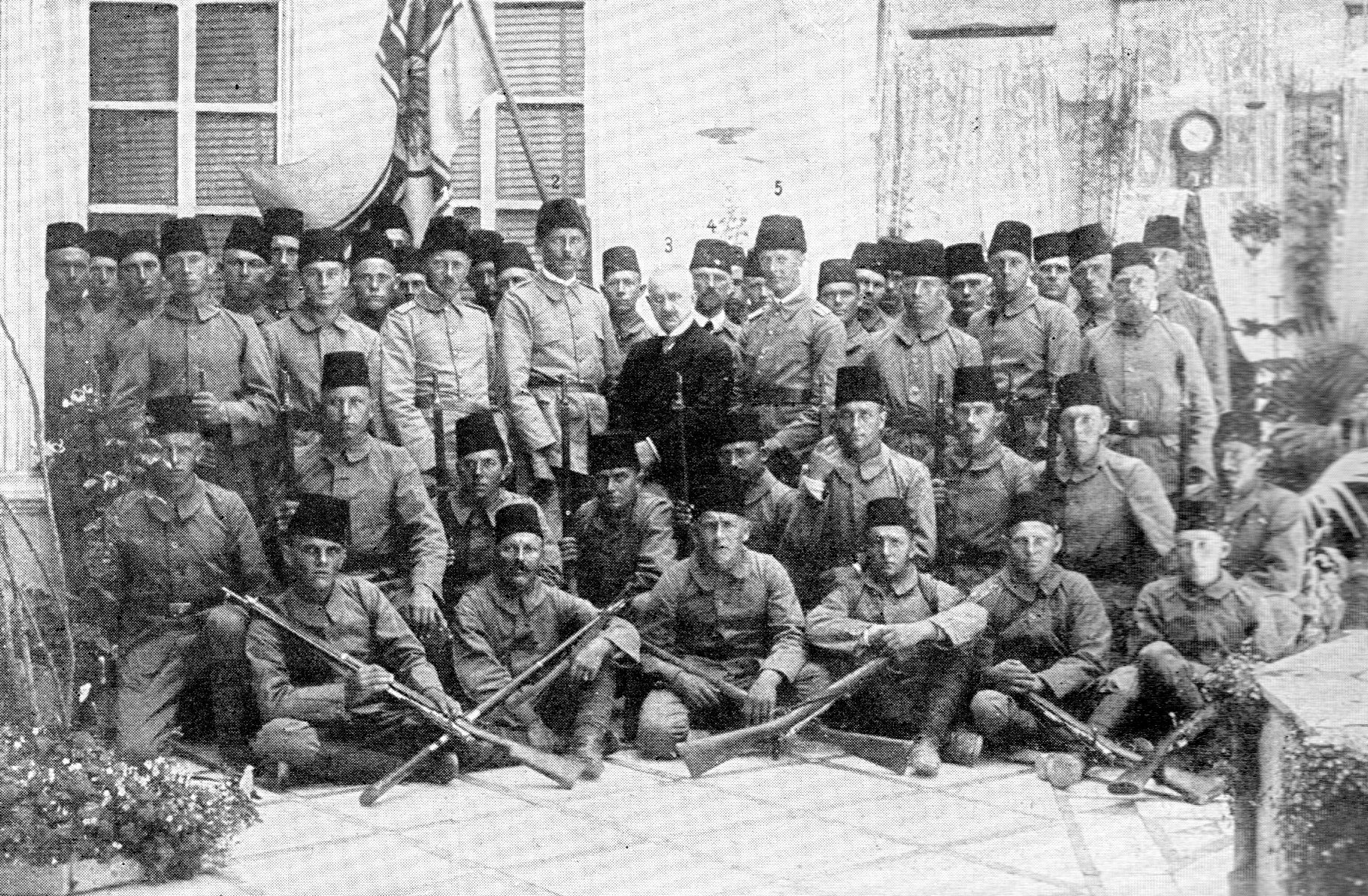
Membres de l'équipage de SMS AYESHA dans le jardin du consulat impérial à Damas le 11 mai 1915.

Le 29 avril 1915, l'équipage atteint la terre à l’extrémité nord de la mer Rouge, toujours à la recherche du chemin de fer Hedjaz. Après quelques jours de marche, l'idée de l'existence de ce chemin de fer s'est en grande partie effacée. Le 7 mai, les troupes atteignent enfin la voie ferrée. Leur voyage en train les emmène à travers la Syrie jusqu'à Constantinople. Entre-temps, leur périple devient célèbre et des réceptions festives sont organisées dans chaque station avec les dignitaires locaux. Le 23 mai 1915, les survivants (six hommes sont morts en chemin) arrivent à Constantinople. 
Le capitaine von Mücke, dont c'était le premier commandement, signale ses hommes au commandant de la marine allemande à Constantinople avec les mots : « Euer Exellenz, melde gehorsamst, Landungszug SMS Emden in Stärke von 5 Offizieren, 7 Unteroffizieren und 37 Mann zur Stelle! ».  Il réussit avec ses soldats à rejoindre ses propres lignes, contrairement à certains membres de l’équipage du SMS Tsingtau du lieutenant Erwin von Moeller, attaqués fin mai ou début juin 1916 au nord de Jeddah par des Arabes et tués. Les hommes de l’escouade de débarquement sont donc les seuls membres de l’escadron de l’Asie de l’Est à réussir à rentrer chez eux avant la guerre. 
Après les honneurs et les cérémonies obligatoires, les membres de l'équipe sont répartis sur différents fronts. Environ la moitié d’entre eux meurent en peu de temps, ce qui a contribué aux vues pacifistes de Mücke. Cependant, il continue d'abord à servir dans l'armée, en 1916, en tant que chef du département fluvial de l'Euphrate, en 1917, en tant que chef de la semi-flottille allemande du Danube. À la fin de la guerre, il se retire au rang de capitaine de corvette de la marine. 

### République de Weimar
Mücke a six enfants (trois fils: Kurt Helmut (1918), Dirk (1930) et Björn (1938) et trois filles: Ursula (1920), Ortrud (1922) et Helga (1925)). Il gagne sa vie grâce à ses activités journalistiques et à ses tournées de conférences. Ses livres Emden (1915) et Ayesha (1915) portent les noms de ses navires. En outre, il est également impliqué politiquement. Il rejoint d'abord le DNVP , mais change en 1919 pour le Parti ouvrier allemand (à partir de 1920 NSDAP). En 1922, la famille déménage à Dresde, où Hellmuth von Mücke travaille pour le NSDAP. Pour cela, il est élu avec Fritz Tittmann en 1926 dans le Land de Saxe. Mais dès 1927, il démissionne de son mandat parlementaire. Il démissionne du NSDAP en 1929 car il reconnait le caractère criminel des dirigeants nazis et, surtout, de Hitler. Il déménage avec sa famille à Wyk sur l'île de Föhr dans la mer du Nord. À la fin de la République de Weimar, Mücke est à l'instigation du responsable ministériel prussien démocrate Arnold Brecht pour la Ligue allemande, une organisation travaillant contre la propagande nationale-socialiste. Von Mücke prend la parole lors du premier grand événement de la fédération allemande au Palais des sports de Berlin le 18 décembre 1930. Arnold Brecht écrit dans ses mémoires: Mücke prononce le discours liminaire avec une telle passion et conviction que la réunion a suscité une vive réaction. Au cours des deux mois suivants, il s'exprime sous les auspices de la fédération allemande à Hanovre, Hambourg, Kiel, Flensbourg, Rostock, Szczecin, Wroclaw, Dresde, Leipzig et dans d'autres villes qui connait le même succès. Sa popularité est contrecarrée par des tentatives d'attentat.

### Troisième Reich
Sous le Troisième Reich, ses écrits étaient considérés comme « bolcheviques nationaux ». Dans les années 1937 et 1939, il est brièvement arrêté à deux reprises dans un camp de concentration. Dès 1933, il lui est interdit d'écrire et de parler. Sa maison et sa propriété de l'île Föhr sont vendues aux enchères de force en 1934. La famille déménage donc à Ahrensburg, près de Hambourg.  Mücke se consacre à des manuels sur la construction de digues et la protection des côtes. Sa tentative d'émigrer au Chili est rejetée au motif que son travail à l'étranger est indésirable. Sa déclaration volontaire de combat à la Kriegsmarine est rejetée parce qu'il est considéré comme politiquement peu fiable. 

### Après la seconde guerre mondiale
Après la fin de la guerre, von Mücke défend parfois des vues pacifistes et pro-communistes et s'oppose au réarmement de la République fédérale. Il est reconnu comme persécuté par le régime nazi. Cependant, il ne reçoit aucune compensation.  Il rejoint l'Association des persécutés du régime nazi. En 1952, il redevient politiquement actif et écrit des pamphlets politiques contre le réarmement de l'Allemagne.  Il considère la population de la République fédérale et de la RDA comme de la « chair à canon » dans le cas d'un conflit armé entre les États-Unis et l'URSS, anticipant ainsi les politiques pour la paix. En conséquence, il est de nouveau soumis à des pressions politiques. Au début de 1957, Mücke est convoqué au Sénat pénal de la Cour fédérale. Une procédure disciplinaire est ouverte pour annuler sa pension de capitaine de corvette. Il doit également consulter un psychiatre. Il décède le 30 juillet 1957 à l’âge de 76 ans d’insuffisance cardiaque. Hellmuth von Mücke est enterré au cimetière d'Ahrensburg. 

## Travaux
- Emden.  Editeur August Scherl, Berlin 1915.  (Digitized from 1917 publié aux États-Unis, édition allemande: archive.org )
- Ayesha.  Editeur August Scherl, Berlin 1915.  (Numérisé par: archive.org ), remanié et développé par Scherl, Berlin 1926, traduction anglaise, Ritter und Flebbe, Boston, Massachusetts 1917
- Ligne.  Revues personnelles et politiques de la dernière décennie de la république. Volume 1 : Révolution, national socialisme et bourgeoisie.  Edelgarten, maison d'édition Horst Posern, Beuern / Hessen 1931.
- L'aventure Emden-Ayesha : des pilleurs allemands dans les mers du sud et au-delà de 1915. traduit par JH Klein.  Naval Institute Press, Annapolis , Maryland 2000,  (ISBN 1-55750-873-9) .